# Józef Mariański-Bayerlein
Józef Mariański-Bayerlein (ur. 21 lutego 1868 na Dębcu w Poznaniu, zm. 23 marca 1940 w Rybniku) – polski duchowny katolicki, werbista, misjonarz w Argentynie.

## Życiorys

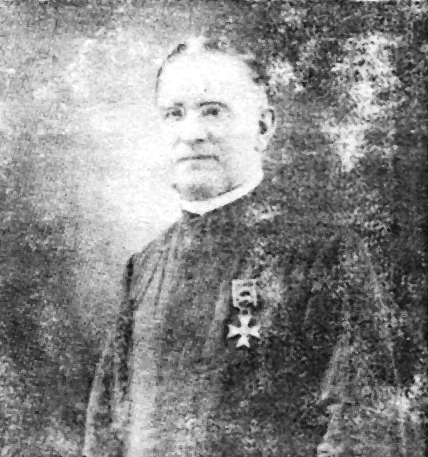
Józef Mariański-Bayerlein z Krzyżem Oficerskim Orderu Odrodzenia Polski (1927)

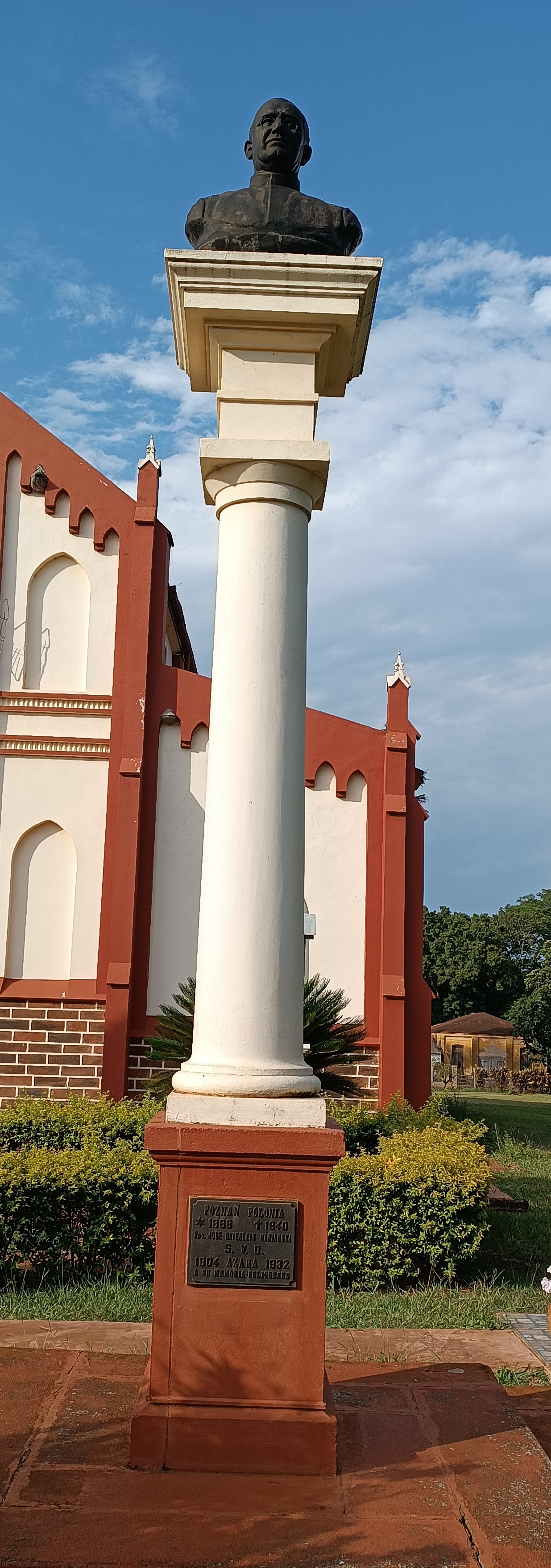
Pomnik-popiersie ks. Józefa Mariańskiego-Bayerlein przed kościołem San Antonio de Padua, Azara.

Był jednym z pierwszych absolwentów Domu Misyjnego Świętego Krzyża werbistów w Nysie (1 października 1892). 1 maja 1903 w St. Gabriel k. Wiednia otrzymał święcenia kapłańskie, a w tym samym roku wyjechał na misje do Argentyny i od 29 października 1903 pracował najpierw w Apóstoles, a potem od 1906 w Azaras. Charakteryzując się znakomitymi zdolnościami organizacyjnymi służył Polonii argentyńskiej (m.in. w 1904 za pieniądze brata otworzył pierwszą polską szkołę w prowincji Misiones), nie pomijając również potrzeb ludności miejscowej. Swoją działalnością narażał się lokalnym władzom i na krótko został aresztowany. Od 1909 z Azary wyjeżdżał do nieodległej Brazylii, gdzie służył Polakom mieszkającym nad górną Paraną. Od 1925 organizował także polskie nabożeństwa w Posadas. Założył polską ochronkę, czytelnię „Quo vadis” i polskie czasopismo regionalne „Orędownik” (1924). W 1932 wrócił do Polski. Od stycznia 1933 do 1 stycznia 1934 był kuratorem samodzielnej placówki duszpasterskiej w Górnej Grupie. Od 1935 przebywał w Chludowie, gdzie w nowicjacie werbistów pełnił rolę spowiednika nowicjuszy. W 1936 przeniesiono go do Rybnika, gdzie był inicjatorem sprowadzenia Sióstr Służebnic Ducha Świętego od Wieczystej Adoracji do Polski, co miało miejsce 14 i 15 lipca 1939. Z Rybnika po wybuchu II wojny światowej ewakuował się do Kielc. Trudne warunki ewakuacji nadwyrężyły jego zdrowie i po powrocie do Rybnika zapadł na zdrowiu i wkrótce zmarł na zawał serca. Pochowano go na cmentarzu parafii Matki Bożej Bolesnej w Rybniku (sektor 3-III-1-4).

## Ordery i odznaczenia
- Krzyż Oficerski Orderu Odrodzenia Polski (30 kwietnia 1927)[5]

## Upamiętnienie
W dowód wdzięczności za włożoną pracę w rozbudowę kolonii Azara, 13 maja 1943 wmurowano w tamtejszym kościele tablicę pamątkową, a 9 listopada 1947 odsłonięto pomnik o. Józefa przed kościołem San Antonio de Padua.
W Misiones doczekał się biografii wydanej w językach polskim i hiszpańskim. 